# Snajpier (1976)
Snajpier (ros. Снайпер) – trałowiec morski projektu 266M (w kodzie NATO: Natya) Marynarki Wojennej Rosji. Wszedł do służby w 1976 roku, służył we Flocie Czarnomorskiej, początkowo marynarki wojennej ZSRR, a następnie Rosji. Został wycofany ze służby w 2004 roku i złomowany.

## Budowa i opis
Okręt należał do licznej serii radzieckich trałowców morskich projektu 266M (typu Akwamarin, w kodzie NATO: Natya), budowanych od lat 70. do 90. XX wieku. Stanowiły dalsze rozwinięcie okrętów projektu 266 z lat 60. i zaliczały się do trzeciego pokolenia radzieckich powojennych trałowców. W stosunku do projektu 266 zwiększono rozmiary kadłuba i zastosowano nowsze wyposażenie, w tym nowy trał elektromagnetyczny TEM-4 i holowaną telewizyjno-laserową platformę do wykrywania i niszczenia min dennych KIU-3.
Okręt zbudowany został pod numerem budowy 949 w Stoczni Średnio-Newskiej (Sriednie-Niewskij Sudostroitielnyj Zawod) w Leningradzie, która zbudowała większość okrętów tej serii. Stępkę pod budowę położono 13 czerwca 1975 roku, a wodowano okręt 8 września 1976 roku. Otrzymał nazwę „Snajpier” (ros. Снайпер), pol. snajper).
Wyporność standardowa okrętów wynosiła 745 ton, a pełna 800 ton (podawane też są inne dane). Obecnie marynarka podaje wyporność 873 tony. Długość okrętów wynosi 61 m, a szerokość 10,2 m. Średnie zanurzenie wynosiło 2,9 m, podawana jest też wartość zanurzenia 3,5 m. Kadłub wykonany jest ze stali małomagnetycznej. Załogę stanowiło 68 ludzi, w tym 6 oficerów.
Napęd stanowiły dwa silniki wysokoprężne M-503M o mocy łącznej 5000 KM, napędzające dwie śruby. Prędkość maksymalna wynosiła 16,5 węzła, a ekonomiczna 12 w. Zasięg przy prędkości ekonomicznej 12 w wynosił 2000 mil morskich, a według innych źródeł 2700 Mm. Maksymalny zapas paliwa wynosił 80 ton, a normalny 48 ton.
Uzbrojenie obronne stanowiły cztery armaty przeciwlotnicze kalibru 30 mm w dwóch dwulufowych wieżach AK-230M, kierowanych radarem MR-104 Rys′, z zapasem 4200 nabojów. Umieszczone były na dziobie oraz na końcu śródokręcia – na skraju wydłużonego pokładu dziobowego. Uzupełniały je cztery armaty plot. kalibru 25 mm 2M-3M w dwóch odkrytych dwulufowych wieżach po obu stronach komina. Obronę przeciwlotniczą mogła dopełniać wyrzutnia samonaprowadzających się na podczerwień pocisków przeciwlotniczych bliskiego zasięgu Strieła-3, z 20 pociskami.
Broń podwodną stanowiły dwie pięcioprowadnicowe wyrzutnie rakietowych bomb głębinowych RBU-1200 kalibru 250 mm z 30 bombami RGB-12. Okręty mogły przenosić i stawiać 8 min UDM, a według innych źródeł 7 min KMD-1000. Według części źródeł mogły też zabierać maksymalnie do 32 bomb głębinowych BB1 w przypadku zadań zwalczania okrętów podwodnych.
Okręty posiadały komplet trałów do niszczenia różnych rodzajów min: trał kontaktowy GKT-2, trał akustyczny AT-3 i trał elektromagnetyczny TEM-3M lub TEM-4. Wyposażenie ponadto stanowił kompleks KIU-3 do wykrywania i niszczenia min dennych, obejmujący holowaną platformę telewizyjno-laserową do wykrywania min i holowany pojazd z bombami do ich niszczenia.
Okręty były wyposażone w stację hydrolokacyjną do wykrywania min MG-89, stację hydrolokacyjną MG-35 i radar nawigacyjny Don-2. Wyposażenie stanowiły ponadto: stacja rozpoznania radiotechnicznego Bizan′-4B, stacja zakłóceń aktywnych Tiulpan i system identyfikacyjny Nichrom.

## Służba
Okręt wszedł do służby 15 października 1975 roku, a według innych informacji, 30 września 1975 roku. Został wcielony do radzieckiej Floty Czarnomorskiej. Wchodził w skład 418 Dywizjonu Trałowców 68 Brygady Okrętów Obrony Rejonu Wodnego w Sewastopolu . W 1994 roku nosił zmienny numer burtowy 919.
Po rozpadzie ZSRR, Flota Czarnomorska przez pewien czas wchodziła w skład Sił Zbrojnych Wspólnoty Niepodległych Państw i dopiero w 1997 roku Rosja i Ukraina zawarły ostateczne porozumienie o jej podziale. „Snajpier” został przydzielony Rosji.
29 grudnia 2004 roku okręt został wycofany ze służby, po czym w 2006 roku został złomowany w Inkermanie.